# Список персонажей серии мультфильмов «Ледниковый период»
Информационный список персонажей цикла американских полнометражных мультфильмов под общим названием «Ледниковый период», выпущенных студией Blue Sky Studios в период с 2002 по 2016 годы, а также их спин-оффов. Имена персонажей приводятся в порядке их появления в фильмах.

## Главные персонажи
- Мэнни (англ. Manny, полное имя Манфред) (Рэй Романо) — шерстистый мамонт. Когда-то у него была семья, которая погибла от рук людей. Защищает Сида от носорогов, а когда на его попечении случайно оказывается человеческий младенец — отправляется на поиски его сородичей, чтобы вернуть им малыша. Своих попутчиков — Сида и Диего — вначале воспринимает как обузу, но постепенно свыкается с ними и начинает ощущать себя ответственным за них. Считал себя последним представителем своего вида на Земле, пока не встретил Элли, которая вскоре стала его женой. Ожидая появления своего первенца, Манфред буквально сходит с ума, нервничает по этому поводу даже сильнее, чем сама будущая мать. И в дальнейшем он прямо-таки «трясётся» над своей дочкой, пытается оберегать её от всего на свете. Часто «комплексует» по поводу своих габаритов, обижается, если его называют «толстым»[2]. В пятом фильме Мэнни верен себе, не желая признавать совершенную самостоятельность дочери и не особенно одобряя её избранника. Но после предотвращённой катастрофы он согласился отпустить Персик, а Джулиана стал наконец считать за родного сына.
- Сид (англ. Sid, полное имя Сидни) (Джон Легуизамо) — несуразный, шепелявящий и вечно надоедающий всем ленивец (к тому же откровенно пренебрегающий личной гигиеной). Вовсе не глуп (бо́льшая часть идей приходит в голову именно ему), но из-за своего легкомыслия и разгильдяйства без конца попадает в передряги, и Мэнни с Диего то и дело приходится его вызволять. Друзья относятся к нему, как к большому ребёнку — часто досадуют на него, но любят; по словам Диего, Сид — «клейкая, липкая субстанция, которая скрепляет нашу стаю»[3].
 У Сида всегда есть заветная мечта — завести собственную семью. Мало-помалу эта мечта перерастает в настоящий психоз: взяв себе на воспитание троих динозавриков, он наотрез отказывается вернуть их матери, из-за чего попадает в мир динозавров и создаёт проблемы для друзей, вынужденных отправиться спасать его. В пятом фильме Сид влюбляется в геотопскую красавицу Брук и обручается с нею.
- Диего (англ. Diego) (Денис Лири) — гордый и независимый и злой саблезубый тигр. Вначале выступает как тайный враг: присоединился к Мэнни и Сиду, чтобы, улучив момент, выкрасть младенца и отнести его своему вожаку. Однако затем Диего отказывается от своего намерения и становится полноправным членом компании. Был ранен в финальной битве в конце первого фильма, когда пытался спасти Мэнни от Сото, Ленни и Оскара, но смог побороть смерть и присоединился к Мэнни и Сиду в путешествии на юг. Во втором фильме имел боязнь воды, но поборол этот страх. В третьем фильме, когда Мэнни и Элли ждали ребёнка, Диего посчитал, что ему уже нет места среди них, поскольку он становится слишком «мягкотелым», и решает уйти. Но, узнав, что Сид был похищен динозавром, он вместе со всеми пускается в спасательную экспедицию. В результате, помогая друзьям и сражаясь за них, Диего понимает, что ему есть ради чего остаться в их стае. В четвёртой части Диего знакомится с красавицей-пираткой Широй; сначала отношения у них довольно напряжённые, но потом тигр начинает осознавать, что влюбился в неё. В конце концов они становятся парой.
- Элли (англ. Ellie) (Куин Латифа) — молодая мамонтиха. Как и сам Мэнни, очень рано осталась без родителей, и её удочерила семья опоссумов (если бы не было их, она бы долго не прожила). В результате Элли привыкла считать себя опоссумом и переняла все их повадки, включая страх перед хищными птицами и манеру висеть на дереве вниз головой, зацепившись хвостом за ветку. Манфреду пришлось долго убеждать Элли, что она мамонт (хотя та так долго не могла отвыкнуть от изначальной точки зрения). В конце второго фильма Мэнни и Элли становятся супругами. Они — очень счастливая пара; хотя они всё время спорят по любому поводу, это как раз тот случай, когда «милые бранятся — только тешатся».
 Элли очень сдружилась с Сидом и Диего и, даже будучи беременной, не захотела оставаться в безопасности на поверхности, а вместе с друзьями отправилась спасать Сида. Несмотря на некоторую эксцентричность, у неё вполне достаточно здравого смысла, и на многие вещи Элли смотрит более мудро и спокойно, чем Мэнни.
- Персик (англ. Peaches) (Кеке Палмер) — мамонтиха, дочь Мэнни и Элли. Родилась в мире динозавров, когда вся компания собиралась спасти Сида. Элли дала дочке такое имя, посчитав её «сладкой, круглой и пушистой», как ей самой однажды сказал Мэнни. В следующем фильме Персик уже выросла и, как все подростки, стремится доказать, что вполне взрослая и самостоятельная, из-за чего постоянно спорит с отцом. В конце пятой части она вышла замуж за Джулиана.
- Джулиан (англ. Julian) (Адам Дивайн) — молодой мамонт, жених Персика. Он забавен, дурашлив и подвижен, но на деле умён, храбр и честен. Мэнни не устраивало, что молодая пара собирается жить отдельно. В конце мультфильма Джулиан женился на Персик.
- Шира (англ. Shira) (Дженнифер Лопес) — старший помощник Гатта, белая саблезубая тигрица. По неизвестной причине ушла из своей стаи и примкнула к пиратам. Гатт назначил её своим старпомом за смелость и силу; она верно служила ему, но позже бросила пиратство из-за любви к Диего. В пятом фильме Шира показана уже как его жена и подруга всей «старой компании».
- Бабуля (англ. Granny) (Ванда Сайкс) — самка ленивца, бабушка Сида. Ветхая, но вполне бодрая старушка. Довольно сварливая и зловредная. Родичи считают её ненормальной, но в действительности она, как и её внук, гораздо умнее, нежели кажется. В пятом фильме она влюбляется в геотопского силача-кролика Тедди. Истинное имя Бабули — Глэдис.
- Крэш (англ. Crash) (Шон Уильям Скотт) и Эдди (англ. Eddie) (Джош Пек) — два хулиганистых опоссума, сводные братья Элли. Нахальные и надоедливые, вечно всех «достают» своими выходками, но искренне привязаны к названой сестре и по-своему заботятся о ней. После рождения Персик переносят свою заботу на неё; та, в свою очередь, воспринимает их как кровных родственников. Познакомившись с Баком в мире динозавров, Крэш и Эдди стали испытывать уважение к этому неутомимому и бесстрашному зверю.
- Брук (англ. Brooke) (Джесси Джей) — самка ленивца, живущая в Геотопии. С первого взгляда влюбилась в Сида. Как потом оказалось, она сохраняла внешность при помощи кристаллов. Во время раскола среди соотечественников и общего старения не потеряла мужества и стала новым лидером вместо Шангри-Ламы. К концу мультфильма Брук удалось вернуть прежнюю красоту и обручиться с Сидом.
- Луис (англ. Louis) (Джош Гэд) — ёж. Лучший друг Персика, тайно влюблён в неё. Готов защитить её от любой опасности и ради неё не боится даже вызвать на бой Капитана Гатта. В пятом фильме имеется только его камео.
- Скрат (англ. Scrat) (Крис Уэдж) — маленький самец вымышленного животного — «саблезубой белки»[4]. У него своя история и свои проблемы: он упорно гоняется за одним и тем же жёлудем — то находит его, то снова теряет. Ради желудя идет на всё, даже отказаться от жизни жителя Скратлантиды. С другими персонажами почти никогда не общается, но своими действиями прямо влияет на их жизнь: в первом фильме его манипуляции с жёлудем вызывают сход ледника, во втором — наводнение, в третьем — открывают вход в мир динозавров, в четвёртом заставляют сдвинуться с места целые континенты, а в пятом Скрат создаёт солнечную систему и уничтожает жизнь на Марсе.
- Скратти (англ. Scratte) (Карен Дишер) — самка саблезубой белки; в отличие от Скрата, является летягой. При встрече со Скратом она кокетничает с ним, чтобы заполучить заветный жёлудь, но после того, как Скрат спасает ей жизнь, Скратти влюбляется в него по-настоящему и забывает о жёлуде, а затем даже начинает ревновать Скрата к нему.

## Персонажи, появляющиеся в отдельных фильмах

### «Ледниковый период»

#### Саблезубые тигры, помимо Диего
- Сото (Горан Вишнич) — главный антагонист первого фильма. Смилодон, вожак стаи саблезубых. Силён, жесток, безжалостен и очень мстителен. Умеет выжидать нужного момента и не прощает предательства. Погиб в финальной битве в конце первого фильма, когда Мэнни отбросил его под скалу с острыми сосульками, которые при падении прикончили Сото.
- Зик (Джек Блэк) — некрупный смилодон с серой шерстью, за счёт которой выделяется на фоне своих рыжих собратьев. Пронырливый, целеустремлённый, агрессивный и искренне преданный своему вожаку. Несмотря на это, теряет над собой контроль при чувстве сильного голода. В конце первого фильма попытался поймать Сида и Рошана, но попал в ловушку, застряв в скале.
- Оскар (Дидрих Бадер) — высокий и поджарый смилодон, сомневающийся в надёжности Диего и любящий над ним язвить. В финальной битве в конце первого фильма удрал вместе с Ленни от Мэнни.
- Ленни (Алан Тьюдик) — в отличие от других саблезубых тигров, является гомотерием. Большой, толстый и сильный, с короткими клыками. В финальной битве в конце первого фильма удрал вместе с Оскаром от Мэнни.

#### Люди-неандертальцы
- Рунар (англ. Runar) — вождь племени и овдовевший отец Рошана, разрывающийся между желаниями найти пропавшего сына и отвести свой народ в безопасное место на время холодов. После того как Мэнни вернул сына ему, отблагодарил мамонта за заботу и понял, что не все животные злые(что и привлекло оригинальное отношение к зверям в будущем).
- Рошан (англ. Roshan) — человеческий младенец, сын Рунара и Надии. Ещё не способен к самостоятельному существованию, но спасается благодаря своевременной помощи Манфреда и Сида.
- Надия (англ. Nadia) — жена Рунара и мать Рошана. Самоотверженно пытается спасти своего сына от саблезубых тигров, в результате чего погибает, прыгая в водопад.

#### Другие животные
- Карл (англ. Carl) (Седрик «Развлекатель») — эмболотерий с загнутой назад носовой костью. Глуп, но при этом силён, агрессивен и мстителен. Всегда ходит вместе со своим другом Фрэнком. Когда они вместе, то способны потягаться даже с мамонтом.
- Фрэнк (англ. Frank) (Стивен Рут) — бронтотерий (мегацеропс) с широкой раздвоенной носовой костью. Ещё больше глуп, чем его друг Карл, но при этом не менее агрессивен и мстителен.
- Дэб (англ. Dab) (Алан Тьюдик) — вожак стаи дронтов. Из-за вмешательства Сида, Мэнни и Диего дронты лишились трёх арбузов, с которыми рассчитывали пережить ледниковый период, а потом все попа́дали в гейзер.
- Дженнифер (англ. Jennifer) (Лорри Бэгли) — темноволосая самка наземного ленивца, с которой Сид встретился у геотермальных источников. Оценила его любовь к детям.
- Рэйчел (англ. Rachel) (Джейн Краковски) — светловолосая подруга Дженнифер, тоже встретившаяся с Сидом у геотермальных источников и тоже оценившая его отношение к детям.
- Волки — используются людьми как домашние собаки. Единственные животные в первой части, не умеющие говорить.
- Эдди (англ. Eddie) — глуповатый глиптодон. Прыгает с утёса во время массовой миграции на юг, пытаясь научиться летать, в начале мультфильма.
- Сильвия (англ. Sylvia) (Кристен Джонстон) — подруга Сида, которая не попала в окончательную версию фильма[5]. Была удалена из мультфильма поздно, и поэтому её можно увидеть в одном из трейлеров и постеров мультфильма, а также в вырезанных сценах, которые можно найти на DVD.

Кроме того, в мультфильме появляются древние муравьеды, макраухении и меритерии, а в ледяной пещере Сид находит замороженных амфибий, пиранью и хищного динозавра.

### «Ледниковый период 2: Глобальное потепление»
- Быстрый Тони (англ. Fast Tony) (Джей Лено) — гигантский броненосец. Делец и пройдоха; пытается продавать всякого рода чудодейственные средства и технические новинки собственного изобретения, которые якобы помогут пережить «конец света», который он сам же и предсказал.
- Стью (англ. Stu), полное имя Стюарт — глиптодон; приятель и ассистент Быстрого Тони. Помогает ему рекламировать товар. Был съеден одним из морских чудовищ, вытаявшим из ледника в результате глобального потепления, и Тони тут же стал искать покупателя на его панцирь.
- Критейшес (англ. Cretaceous) и Мейлстром (англ. Maelstrom) — двое древних морских хищников (крокодил метриоринх и плакодонт плакод соответственно), размороженных во время глобального потепления. Являются главными антагонистами фильма. По ходу действия постоянно пытались съесть Мэнни и его друзей; в конце были придавлены глыбой.
- Мини-ленивцы (англ. Mini Sloths) — живут у подножия вулкана; похищают Сида, чтобы принести его в жертву и тем предотвратить извержение, но позднее признаю́т его своим вождём и Повелителем Огня.
- Лайла Зи (англ. Laila Zi) — предводительница племени мини-ленивцев.
- Чолли (Алан Тьюдик) — халикотерий. Страдает болью живота, из-за чего постоянно выделяет газы. Мэнни по ошибке принял звук его живота за звук мамонта.
- Роза — самка ленивца. Ненадолго появляется в начале мультфильма, где поначалу принимает Сида за красавца, но потом уходит.
- Эшли — самка рогатого бобра. Была в лагере Сида, где пыталась избить Сида палкой, а затем его похоронить.
- Одинокий стрелок (Уилл Арнетт) — гриф, который рассказал о том, что скоро вода затопит долину и все утонут, только некоторые спасутся на корабле. Его сородичи поджидали момент когда некоторые погибнут, чтобы потом полакомиться по словам Мэнни.
- Вера — самка овцебыка. Во время ухода зверей к кораблю, Быстрый Тони подходит к Вере и говорит, что она похожа на жирную волосатую зверюгу и предлагает ей сбросить тонну другую.
- Мама-опоссум — мать Крэша и Эдди, после гибели родителей Элли, она принимает Элли в свою семью.
- Птенец — вылупился во время того, как Скрат забрался в гнездо. И сразу же после этого пытался отобрать жёлудь у Скрата.
- Джеймс — муравьед. Спокойно пил воду, и вдруг из неё вынырнул Стью и напугал его.
- Вожак — мамонт. Он вёл стадо мамонтов по земле, после наводнения.
- Отец-муравьед — отец Джеймса и ещё нескольких безымянных детёнышей. Считал, что Мэнни — последний мамонт в мире, и два раза говорил ему об этом. В конце фильма он был очень удивлён, когда увидел большое стадо мамонтов.

Кроме того, в мультфильме появляются древние муравьеды, макраухении, пирании, кротоежи, скарабеи, олени, меритерии, платибелодоны и гасторнисы.

### «Сид, инструкция по выживанию»
- Кротоёж — маленький кротоёж, который был в лагере у Сида.
- Синтетоцерас — детёныш оленя.
- Клэр (англ. Claire) — девочка-меритерий. Вместе с другими детьми шла в турпоход.
- Синди (англ. Cindy) — детёныш муравьеда. Вместе с другими детёнышами шёл за упрямым вожаком. Когда ленивцу стало плохо, он увидел небольшое место, где зверюшки остановились отдохнуть.
- С’Мор (англ. S'Mor) — была самкой скарабея. С’Мор была поймана Сидом с намерением использовать скарабея для принятия в пищу для маленьких животных. С’Мор застрял между двумя половинками коры и попался Сиду на ужин.
- Бобры XXI века — два бобра (отец и сын), живущие у Гранд-каньона. Появлялись в конце мультфильма.

### «Ледниковый период 3: Эра динозавров»
- Динозаврики — три детёныша тираннозавра, вылупившиеся из яиц, которые подобрал Сид; он назвал их Желто́к (англ. Egbert), Бело́к (англ. Yoko) и Я́йка (англ. Shelly) (Карлус Салданья). После вылупления динозаврики сочли Сида за свою мать и стали подражать повадкам ленивца, а когда за ними явилась их настоящая мать, отказались расставаться с ним.
- Мама-Дино (англ. Momma) — самка тираннозавра, которая явилась на поверхность, чтобы забрать своих детей. Из-за того, что те не захотели расставаться с Сидом, самке пришлось утащить и его в свой мир, где ей пришлось вести с ним борьбу за материнство. Впоследствии она с теплом приняла ленивца в свою семью и в конце защитила его и его друзей от Руди.
- Бак (англ. Buck), полное имя — Бакминстер, (Саймон Пегг) — ласка. Ведёт непрерывную борьбу за существование в мире динозавров. Привыкший жить в одиночестве, без друзей и сородичей, Бак стал очень эксцентричным (например, «разговаривает» по камню, как по мобильному телефону, утверждает, что его жена — ананас); тем не менее, несмотря на все свои чудачества, он — свирепый и бесстрашный охотник. Он спасает главных героев от нападения монстров и провожает их к логову матери-тираннозавра, чтобы выручить Сида. У Бака нет правого глаза, которого он лишился в бою с самым опасным из динозавров, которого он называет Руди; из зуба этого же чудовища он сделал себе кинжал. В фильме «Ледниковый Период 5: Столкновение Неизбежно» он тоже присутствует, чтобы предотвратить падение метеорита.
- Руди (англ. Rudy) — такое имя Бак дал своему заклятому врагу — бариониксу-альбиносу[6], хищнику, терроризирующему всех других обитателей своего мира. Вечная вражда с Руди стала для Бака смыслом его жизни в мире динозавров. Главный антагонист фильма.
- Рональд — детёныш антракотерия.
- Газель (Билл Хейдер) — газель мужского пола, на которого напал Диего. После недолгой погони смилодон выдохся, а газель убежал.

Кроме того, в мультфильме появляются древние муравьеды, макраухении, пирании, кротоежи, олени, меритерии, платибелодоны и гасторнисы. Среди динозавров, в свою очередь, фигурируют диплодок, анкилозавр, пахицефалозавр, кентрозавр, игуанодон, археоптерикс, кетцалькоатль, птеранодон, трицератопс, а также коккостеус.

### «Ледниковый период: Гигантское Рождество»
- Гарцун (англ. Prancer) (Ти Джей Миллер) — олень; помог Сиду, Персик и Крэшу с Эдди добраться к Санта-Клаусу.
- Санта-Клаус (англ. Santa Claus) (Билли Гарделл)
- Свита Санты (англ. Mini sloths) — исполняют роль «эльфов» Санты Клауса, выглядят как мини-ленивцы из второй части.

### «Ледниковый период 4: Континентальный дрейф»

#### Пираты
- Капитан Гатт (англ. Gutt) (Питер Динклэйдж) — гигантопитек, капитан пиратов. Жестокий и хитрый. Является главным антагонистом фильма. Обожает «чёрный юмор», любит поиздеваться над своими пленниками. В конце был заброшен Мэнни в открытое море, где впоследствии был съеден сиренами.
- Сайлас (англ. Silas) (Ален Шаба) — олуша; работает «подсадной уткой» — заманивает ничего не подозревающих путешественников к кораблю пиратов. Говорит с французским акцентом.
- Гупта (англ. Gupta) (Кунал Найяр) — барсук, заменяет Гатту пиратский флаг. У него есть кинжал, как у Бака.
- Рац (англ. Raz) (Ребел Уилсон) — кенгуру, специалист по вооружению. Имеет целый арсенал в своей сумке.
- Борис (англ. Boris/Dobson) — бородавочник, подносчик пушечных ядер. Реплик не имеет.
- Сквинт (англ. Squint) (Азиз Ансари) — маленький, но злобный кролик; стал старшим помощником Гатта вместо Ширы. В финале был расплющен Элли. Также появился в короткометражке «Ледниковый период: Погоня за яйцами». В ранних версиях сценария планировалось, что именно Сквинт будет капитаном пиратов, но из-за того, что он выглядел слишком нелепо для лидера команды антагонистов, этого не случилось.
- Флинн (англ. Flynn) (Ник Фрост) — морской слон, смешливый и глуповатый. Дружит с Сайласом, лоялен к Шире.
- Нарвалы — морские млекопитающие; служат Гатту в качестве охранников и лоцманов.
- Крысы — бывшие помощники пиратов; после уничтожения первого корабля пиратов бросили их и исчезли.

#### Семейка Сида
- Милтон (англ. Milton) (Алан Тьюдик) — ленивец, отец Сида и Маршалла.
- Юнис (англ. Eunice) (Джой Бехар) — самка ленивца, мать Сида и Маршалла.
- Фангус (англ. Fungus) (Эдди ’Пайолин‘ Сотело) — дядя Сида и Маршалла, пренебрегающий личной гигиеной ещё больше, чем Сид. Его имя буквально означает «грибок».
- Маршалл (англ. Marshall) (Бен Глейб) — младший брат Сида; он сказал Сиду, что семья и вправду его бросила.

#### Прочие
- Итан (англ. Ethan) (Дрейк) — молодой мамонт, вожак компании подростков-мамонтов, которые постоянно «тусуются» в долине у водопадов.
- Стеффи (англ. Steffie) (Ники Минаж), Ме́ган (англ. Meghan) (Элли Романо) и Кэти (англ. Katie) (Хизер Моррис) — девочки-мамонты из компании Итана. Лидером является Стеффи.
- «Детка» (англ. Precious) — огромный кашалот, воспитанник Бабули. Сначала Мэнни, Диего и Сид думают, что питомец Бабули — всего лишь плод её воображения, но вскоре убеждаются, что это не так — Детка существует на самом деле и помогает героям в битве с пиратами. Размеры существенно больше, чем реальные древние кашалоты.
- Сирены (англ. Sirens) — опасные и коварные создания, хищники, которые охотятся на мореплавателей, приманивая их к своему острову; с этой целью они принимают облик существ, наиболее притягательных для их жертв (как правило, особей женского пола), и подражают их голосам. Сами они внешне похожи на илистых прыгунов, только очень больших и с острыми зубами.
- Арискрат (англ. Ariscratle)[7] (Патрик Стюарт) — саблезубая белка из Скратлантиды, приветствовавшая Скрата, когда он добрался туда. Единственная саблезубая белка, которая может разговаривать.
- Даманы — маленькие жители тропического острова. Капитан Гатт заставлял их работать на постройке корабля и запасать для его команды продовольствие. Мэнни и его друзья помогли даманам освободить захваченных Гаттом соплеменников, а те, в свою очередь, помогли им угнать пиратский корабль. По ходу действия выясняется, что даманы, несмотря на свои крошечные размеры, — неплохие воины и к тому же очень изобретательные: атакуя пиратов, используют древесные листья в качестве дельтапланов.

### «Ледниковый период: Погоня за яйцами»
- Клинт (Блейк Андерсон) — кролик, брат-близнец Сквинта. В отличие от своего злобного брата, Клинт добрый, веселый, забавный и немного ленивый. Помогает главным героям вернуть украденные яйца и становится первым пасхальным кроликом.
- Крольчиха — мать Сквинта и Клинта. На экране не показана, но слышен её закадровый голос.
- Этель (Тараджи Хенсон) — диатрима. Измученная многодетная мать, вынужденная в одиночку растить детей, так как её муж ушёл от неё (возможно к другой). Сильно дорожит своим последним яйцом.
- Чолли (Габриэль Иглесиас) — халикотерий. Желая иметь ребёнка, усыновил яйцо плашки.
- Глэдис (Лили Эстефан) — дедикурус.
- Мама кондор (Венди Уильямс) — кондор.
- Бобёр, меритерий и платибелодон — не играют важной роли.

### «Ледниковый период 5: Столкновение неизбежно»
- Франсин (англ. Francine) (Мелисса Ройч) — ленивица. Сид хотел сделать ей предложение, но она его отвергла из-за характера.
- Птицезавры — семья дакотарапторов. Зарабатывали на жизнь тем, что воровали чужие яйца. Бо́льшую часть мультфильма они являются главными антагонистами, но в конце концов переходят на положительную сторону.
  - Гэвин (англ. Gavin) (Ник Офферман) — отец семейства. На протяжении мультфильма Гэвин хотел помешать Баку и главным героям предотвратить падение метеорита, надеясь выжить, будучи находящимся в воздухе. Когда Гэвин осознал, что при падении метеорита выжить всё-таки не получится, то решил вместе с семьёй помочь остальным помешать столкновению.
  - Герти (англ. Gertie) (Стефани Беатрис) — дочь Гэвина и сестра Роджера. Крупнее и сильнее брата.
  - Роджер (англ. Roger) (Макс Гринфилд) — сын Гэвина и брат Герти. Семья использует Роджера, так как у него, в отличие от отца и сестры, хорошее зрение.
- Шангри-Лама (англ. Shangri Llama) (Джесси Тайлер Фергюсон) — духовный лидер Геотопии. Он обожает заниматься йогой и скручиваться в фантастические формы. Ему примерно 400 лет, но молодость Шангри-Лама сохраняет при помощи кристаллов. Не желал отдавать их для предотвращения столкновения, отчего почти утратил свой авторитет.
- Жители Геотопии — многочисленные безымянные животные, живущие в Геотопии. Среди них: бобр, платибелодона, овцебык, диатрима, два муравьеда, меритерий и олень. Имеют яркую окраску (возможно вызванную использованием кристаллов). После разрушения стены постарели, но в итоге вернули себе молодость благодаря фонтану.
- Тедди (Майкл Страхан) — сильный и гибкий кролик. Заигрывает с Бабулей и позже становится её парнем. Именно он и узнаёт первым истинное имя возлюбленной.
- Минироги — небольшие лошади, помощники Брук. Смесь единорога и вымершей лошади эогиппуса.
- Баблз (Лилли Сингх) — брат-близнец Мисти. Имеет женский голос (хотя он жеребец).
- Мисти (Лилли Сингх) — сестра-близнец Баблза.

## Персонажи франшизы «Ледниковый период»

### Ледниковый период 2: Глобальное потепление (видеоигра)
- Шаман — мужчина — мини-ленивец. Живёт в деревне мини-ленивцев. Шаман велит зажечь огонь на Статуе ленивца.
- Птицевод — мини-ленивец. Он ухаживал за птицами и их гнёздами. Когда птицы сбегают, он просит Скрата загнать их обратно в гнёзда.
- Повар — мини-ленивец. Он просил Скрата принести 4 стручка перца для Огненного супа.
- Шарль — детёныш бронтотерия. Шарль, видимо, боится летучих мышей и всё время убегает от них.